# Národně socialistická strana (Jugoslávie)
Národně socialistická strana (slovinsky Narodno-socialistična stranka, srbochorvatsky Narodno-socijalistička stranka) byla jugoslávská národně socialistická politická strana v Království Srbů, Chorvatů a Slovinců založena v roce 1919. Politicky náležela do jugoslávského liberálního tábora.

## Vznik
Zakladatelem strany byl starosta Lublaně Anton Pesek, který se v procesu ustavení nové strany inspiroval československými národními socialisty. Strana byla vytvořena v roce 1919, avšak kořeny národně socialistického hnutí v rámci slovinské společnosti sahají již do roku 1907, kdy se v Terstu utvořila odborová národně sociální organizace práce, založena českým vedením v rámci Rakouska-Uherska. Ta se v roce 1909 ustavila v novou národně sociální organizaci a rozšířila se na celé Slovinsko a Istrii, kde provozovala zájmové organizace železničářů a úředníků. O vzniku samotné strany bylo rozhodnuto v květnu 1919 v rámci sporů uvnitř Jugoslávské demokratické strany již po utvoření sjednocené Jugoslávie. Přípravný výbor strany byl ustaven 10. srpna 1919. První ustavující sněm se pak konal 7. prosince 1919.

## Působení
Programově strana odmítala marxistický socialismus sociálně demokratických stran. Voličstvo strany se rekrutovalo především z dělníků, úředníků a malé městské buržoazie. Jádro strany tvořili především Slovinci, kteří prosazovali státní jugoslavismus. Avšak během 20. let se v rámci opozice názorově přibližovali k pozici decentralizace. Ve sporu se Slovinskou lidovou stranou strana stála na pozici antiklerikalismu. V zahraničních stycích strana udržovala úzké spojenecké vztahy s československými národními socialisty. V roce 1926 strana vytvořila vlastní Národně sociální odborový svaz (NSSZ) a Nezávislý odborový svaz (SSDU). V jugoslávských volbách v září 1927 kandidovala společně s Nezávislou demokratickou stranou Svetozara Pribičeviće, do které se strana po volbách sloučila. Národně socialistický proud však ve slovinské politice nadále působil v rámci žurnalistiky shromážděné do opozice, která byla utvrzena ustavením královské diktatury 6. ledna 1929 a pozastavením fungování politických stran.